# Château de Verdelles
Le château de Verdelles est un château, de la fin du Moyen Âge, situé sur la commune de Poillé-sur-Vègre, dans le département de la Sarthe (France).

## Description
Commencé comme un château fort en 1490, il fut achevé en brique et pierre en abandonnant un appareil militaire trop visible. C'est un édifice de plan rectangulaire flanqué à ses angles de quatre tours aux formes diverses. Si contre la tour d'escalier, juchée sur un long cul-de-lampe, jaillit une haute tourelle revêtue d'un fin décor flamboyant, dans la salle du rez-de chaussée, la grande cheminée à décors de niches et les médaillons représentant les héros de l'Eneide témoignent de l'arrivée des décors italiens. On peut considérer le château de Verdelles comme étant un bon exemple des nouveautés du Style Louis XII.
Il est cantonné de quatre tourelles d'angles, deux rectangulaires et deux polygonales. Les deux premières, destinées à la défense, ont conservé leur chemin de ronde à créneaux et machicoulis.

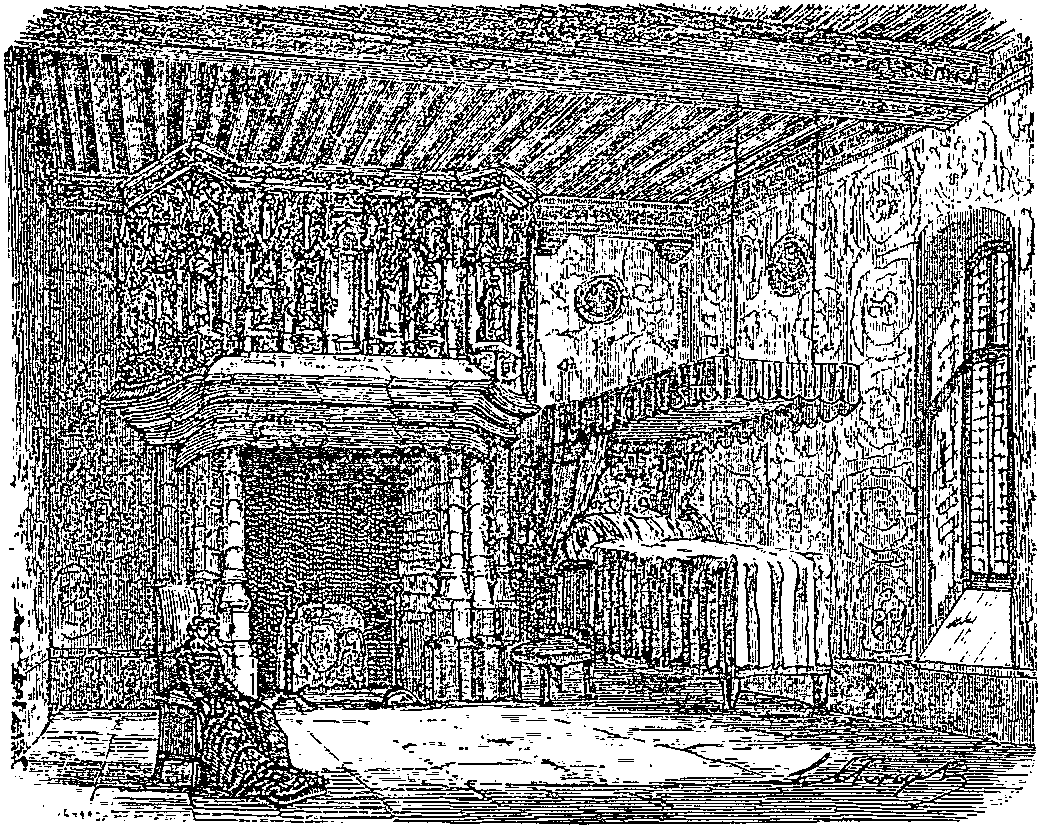
Cheminée du château

En 1845, l'abbé Lochet en faisait cette description : 

« Verdelles est le manoir gothique le plus joli, le mieux conservé de notre province, et M. le comte de Montalembert, qui le visitait avec nous, éprouvait une véritable admiration. Si n'étaient quelques tours avec leurs mâchicoulis, que l'on aperçoit de tous côtés, on ne prendrait point ce vaste édifice pour une forteresse. De hautes cheminées, des toits élevés, des fenêtres étroites, des tourelles suspendues, mais surtout une ornementation artistement sculptée ; des arabesques, des bas-reliefs, des portraits sur la pierre, etc, etc., voilà ce qui frappe plus particulièrement l'attention, et ce que nous ne pouvons entreprendre de décrire. »

À l'intérieur, toutes les cheminées sont conservées.

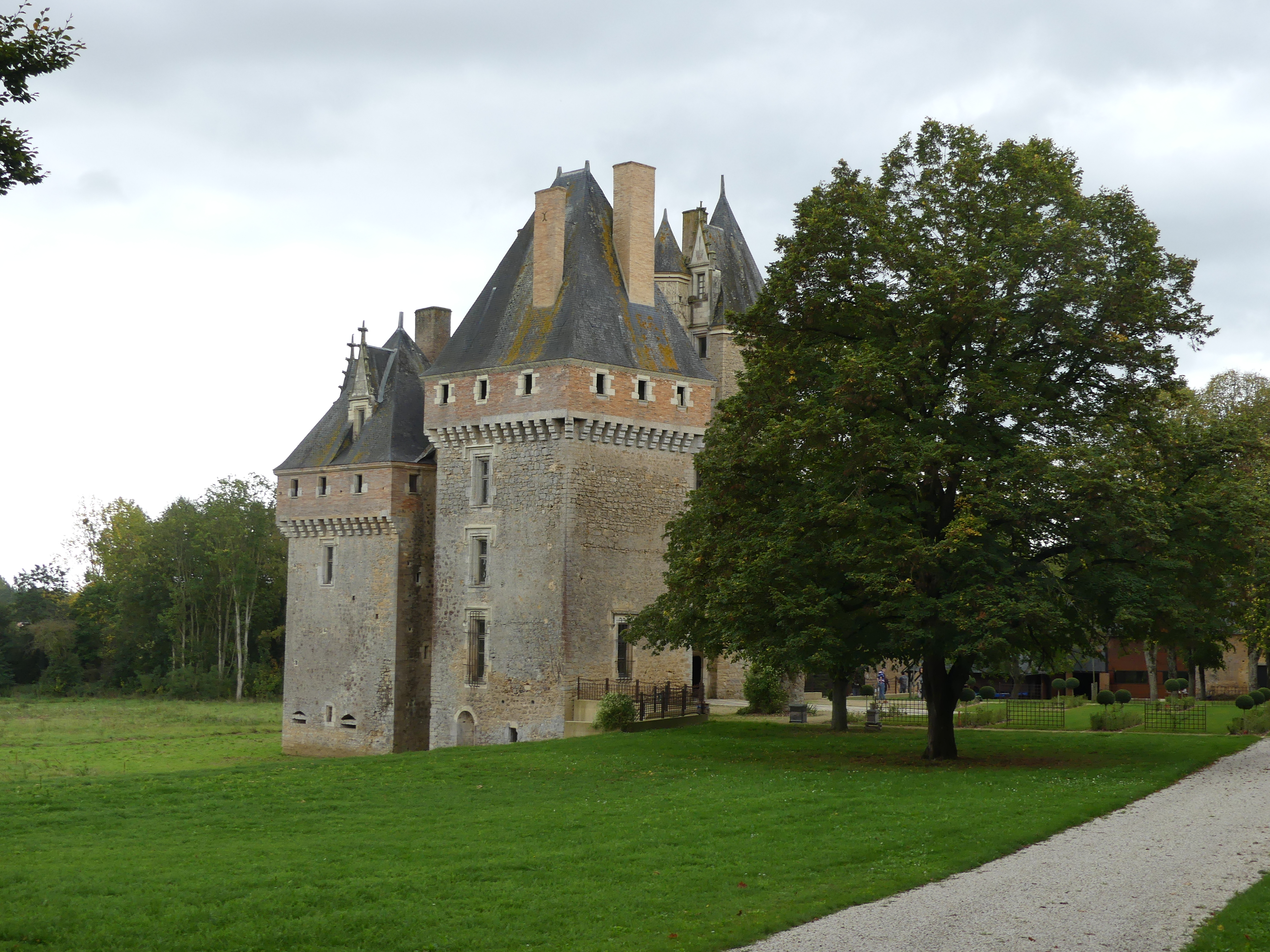
Accès et face ouest
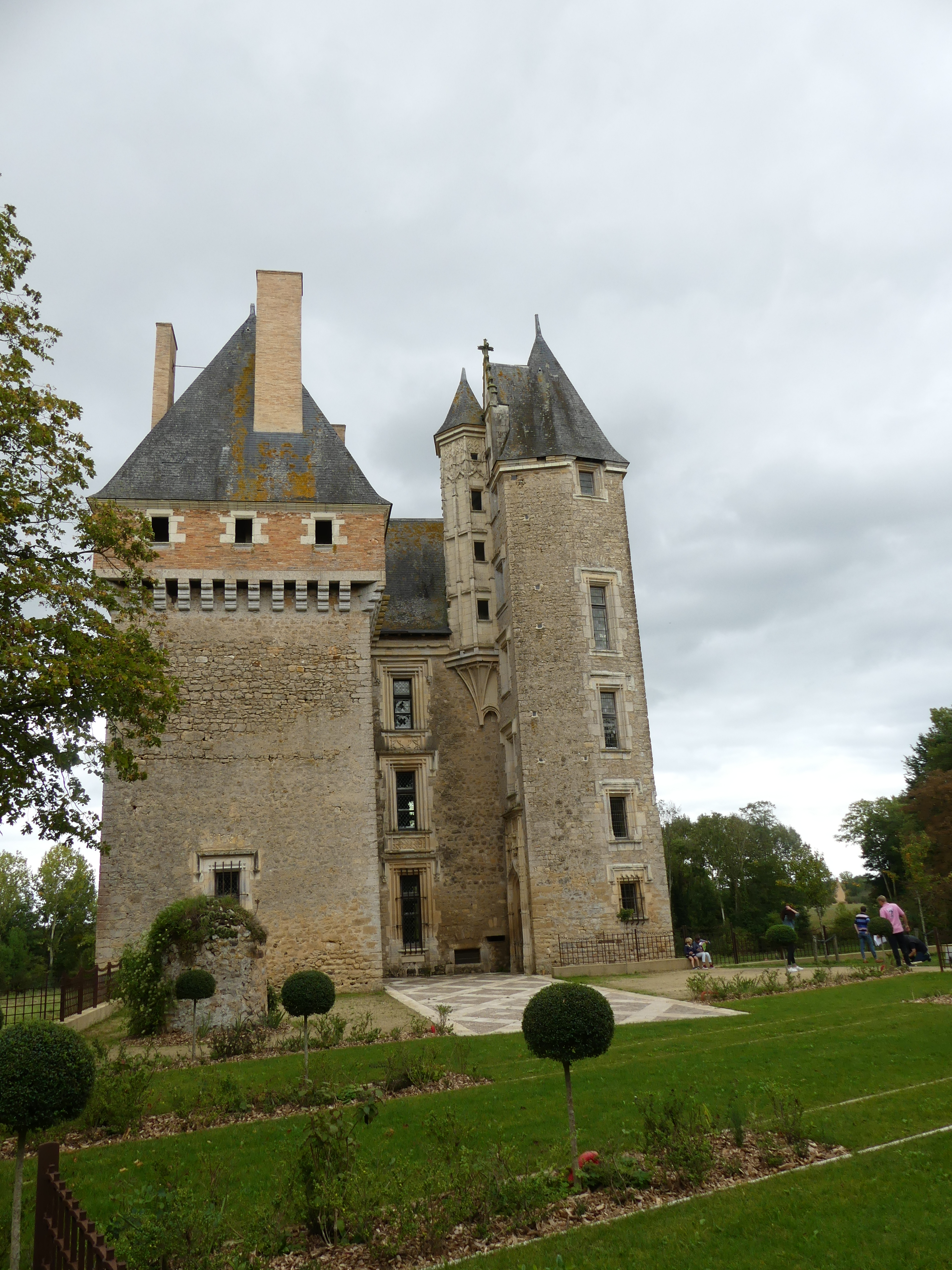
Face sud
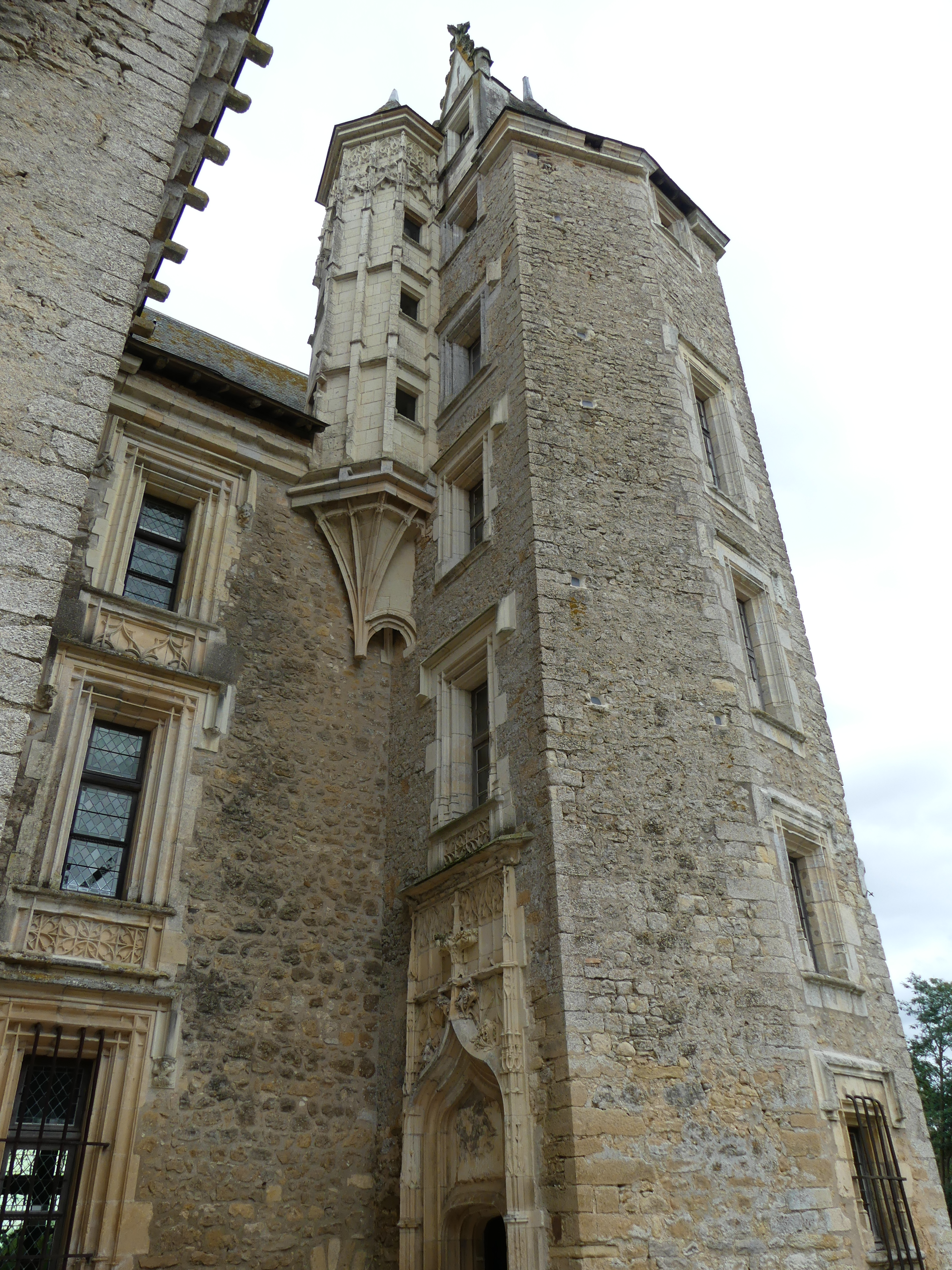
Tour d'escalier et tourelle sur trompe
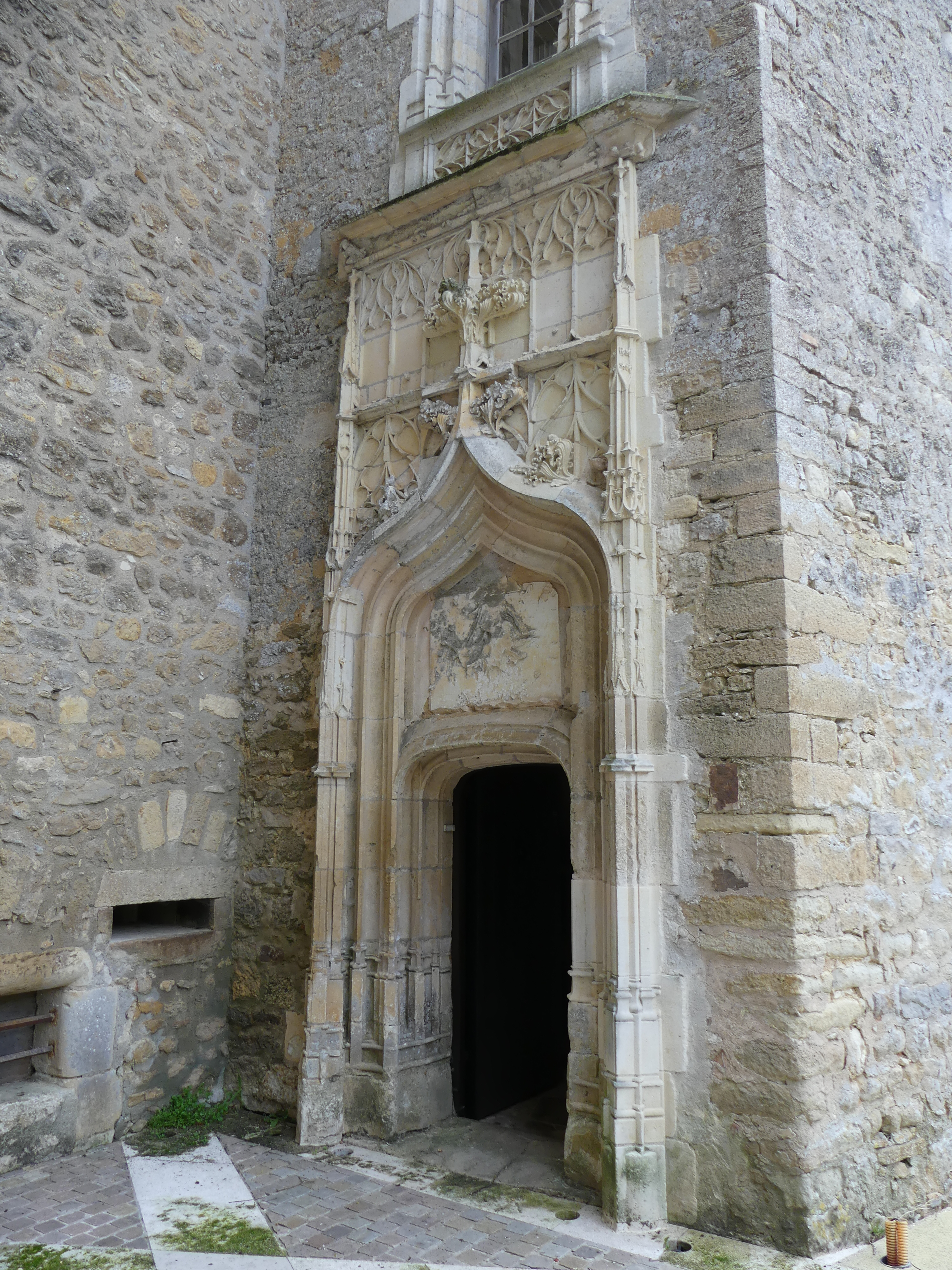
Porte d'entrée

## Historique
Le château actuel, édifié à la fin du XVe siècle, fut élevé de 1490 à 1494,.
Pendant la Révolution française, le château de Verdelles fut confisqué sur la famille Le Clerc de Juigné comme bien national, et ne le lui fut pas rendu (alors que celui de Juigné lui avait été restitué).
Le château fut classé par arrêté du 26 juin 1922 et versé à l'inventaire des monuments historiques le 22 novembre 1993.
En 1968, le monument fut le sujet d'une émission Chefs-d'œuvre en péril de Pierre de Lagarde, sur la deuxième chaîne de l'ORTF.
À partir de 1976, des travaux de restauration, par tranches annuelles, sont entrepris. Leur qualité est couronnée, en 2003 par le prix des Vieilles maisons françaises.
Le domaine de dix hectares, exploité jusqu'en 1975 par des agriculteurs résidants au château, fut depuis reboisé (8 000 arbres).

## Propriétaires
Le château, aujourd'hui propriété privée, est ouvert au public,